# 常春藤高中联盟
常春藤高中联盟是位於美國紐約曼哈頓最有名的七所非營利私立學校。这七所私立日校是历史上保送进上常春藤盟校的大学学生比率中最高的紐約高中。
常春藤高中联盟成员为：
1. 道爾頓學校
2. 布雷爾利學校（英语：The Brearley School）
3. 勃朗寧學校（英语：The Browning School）
4. 查賓學校（英语：The Chapin School）
5. 紐約學院學校（英语：Collegiate School (New York City)）
6. 史賓賽學校（英语：The Spence School）
7. 紐約三一學校（英语：Trinity School (New York City)）